# Hannah Mills
Hannah Louise Mills, OBE (* 29. Februar 1988 in Cardiff) ist eine britische Seglerin aus Wales.

## Erfolge
Hannah Mills nahm an drei Olympischen Spielen teil. 2012 wurde sie in London gemeinsam mit Saskia Clark in der 470er Jolle mit insgesamt 51 Punkten hinter dem neuseeländischen und vor dem niederländischen Boot Zweite und sicherte sich damit die Silbermedaille. Bei den Olympischen Spielen 2016 in Rio de Janeiro gelang ihr mit Clark ein erneuter Medaillengewinn, als sie mit 44 Punkten dieses Mal vor den Neuseeländerinnen Jo Aleh und Olivia Powrie Olympiasiegerin wurde. Fünf Jahre später wurde Mills mit Eilidh McIntyre bei den 2021 ausgetragenen Olympischen Spielen 2020 in Tokio ein weiteres Mal Olympiasiegerin. Mit 38 Gesamtpunkten gewannen sie ihre Konkurrenz in der 470er Jolle vor den Polinnen Agnieszka Skrzypulec und Jolanta Ogar sowie Camille Lecointre und Aloïse Retornaz aus Frankreich. Während der Eröffnungsfeier war sie, gemeinsam mit dem Ruderer Mohamed Sbihi, die Fahnenträgerin ihrer Nation.
Bei Weltmeisterschaften gewann sie mit Clark in der 470er Jolle zunächst 2011 in Perth die Silbermedaille, ehe den beiden im Jahr darauf in Barcelona der Titelgewinn gelang. Es folgten der Gewinn von Bronze 2014 in Santander und von Silber 2015 in Haifa. Nach den Spielen 2016 bildete Mills mit Eilidh McIntyre ein Team und sicherte sich mit ihr 2017 in Thessaloniki Silber, 2018 in Aarhus Bronze und 2019 in Enoshima Gold.
Ende 2016 wurde sie, wie auch Saskia Clark, für ihren Olympiaerfolg zum Member des Order of the British Empire ernannt. Im selben Jahr zeichnete der Weltverband World Sailing Mills und Clark als Weltseglerinnen des Jahres aus.